# 筑土八幡町
筑土八幡町（つくどはちまんちょう）は、東京都新宿区の町名。住居表示実施済み。丁番を持たない単独町名である。

## 地理
新宿区の北東部に位置する。町域北部は東五軒町・新小川町にそれぞれ接する。東部から南東部は、津久戸町に接する。南西部と西部は白銀町に接する（地名はいずれも新宿区）。町域南端部を大久保通りが通っている。地名の由来となっている筑土八幡神社があり、筑土八幡町の中心的な存在となっている。町域内は住宅地の他高層建造物も多く見られる。

## 歴史

### 地名の由来
町域内の筑土八幡神社を由来とする。

## 世帯数と人口
2025年（令和7年）3月1日現在（新宿区発表）の世帯数と人口は以下の通りである。
- 世帯数 : 613世帯
- 人口 : 1,006人

### 人口の変遷
国勢調査による人口の推移。
| 年                 | 人口  |
| ------------------ | ----- |
| 1995年（平成7年）  | 627   |
| 2000年（平成12年） | 936   |
| 2005年（平成17年） | 932   |
| 2010年（平成22年） | 992   |
| 2015年（平成27年） | 1,006 |
| 2020年（令和2年）  | 861   |

### 世帯数の変遷
国勢調査による世帯数の推移。
| 年                 | 世帯数 |
| ------------------ | ------ |
| 1995年（平成7年）  | 242    |
| 2000年（平成12年） | 495    |
| 2005年（平成17年） | 511    |
| 2010年（平成22年） | 573    |
| 2015年（平成27年） | 603    |
| 2020年（令和2年）  | 535    |

## 学区
区立小・中学校に通う場合、学区は以下の通りとなる（2018年8月時点）。
- 区域 : 全域
  - 小学校 : 新宿区立津久戸小学校
  - 中学校 : 新宿区立牛込第三中学校

## 交通
町域内に鉄道駅はないが、飯田橋駅と神楽坂駅、及び牛込神楽坂駅が利用可能な範囲にある。

## 事業所
2021年（令和3年）現在の経済センサス調査による事業所数と従業員数は以下の通りである。
- 事業所数 : 22事業所
- 従業員数 : 229人

### 事業所数の変遷
経済センサスによる事業所数の推移。
| 年                 | 事業所数 |
| ------------------ | -------- |
| 2016年（平成28年） | 23       |
| 2021年（令和3年）  | 22       |

### 従業員数の変遷
経済センサスによる従業員数の推移。
| 年                 | 従業員数 |
| ------------------ | -------- |
| 2016年（平成28年） | 287      |
| 2021年（令和3年）  | 229      |

## 施設
- 筑土八幡神社 - 新宿区最古の鳥居がある。参道を登り、参道を歩くと、右手に神楽舞台があるが、長年使用されていない。最後に神楽を奉納したのは、いつのことなのか不明。また、雌雄の猿が桃を持った石板がある。また、階段を上がりきって、左側に、童謡『金太郎』を作曲した田村虎蔵の記念碑がある。拝殿の中は、ガラス張りになっている。
- 牛込消防署

## その他

### 日本郵便
- 郵便番号 : 162-0815[3]（集配局 : 牛込郵便局[15]）。